# Oszlánykisfalud
Oszlánykisfalud (1890-ig Vieszka, 1899-ig Kis-Bisztricsény, szlovákul Vieska) Besztercsény településrésze, korábban önálló falu Szlovákiában, a Trencséni kerületben, a Privigyei járásban.

## Fekvése
Besztercsény központjától 1 kilométerre, északra fekszik.

## Története
1324-ben említik először. Története folyamán különféle nemesi családok birtokolták. Előbb a Simon, majd a Dóczy, Lessenyei-Nagy, Matkovich és Detrich családoké volt. 1601-ben csak nyolc ház és két major állt a faluban. 1715-ben öt adózó portája volt. 1828-ban 19 házában 132 lakos élt.
Vályi András szerint: „VIESZKA. Tót falu Bars Várm. földes Ura az Esztergomi Káptalanbéli Uraság, lakosai katolikusok, fekszik F. Apátihoz, és Beczkóhoz nem meszsze; földgye síkos, és meglehetős termékenységű, komlója is terem, kereskedésre módgya Oszlányon, fája van, legelője szoros."
Fényes Elek szerint: „Vieszka, Bars m. tót f. Sz. Kereszt mellett, 236 kath. lak. Kath. paroch. temp. Komlót és jó rozsot termeszt. F. u. az esztergomi káptalan. Ut. p. Selmecz."
Bars vármegye monográfiája szerint: „Kisbisztricsény, a Nyitravölgyben fekvő tót kisközség, 109 róm. kath. vallású lakossal. Hajdan a Lessenyei Nagy család volt az ura, azután a Matkovich család birtokába került és később a benedekfalvi Detrich családé lett. Határában bronzkori urnatemető van, melyből már sok régiség került a Nemzeti Múzeumba. Templom e községben nincs. Postája van, távirója és vasúti állomása Nyitraszeg."
1910-ben 86, túlnyomórészt szlovák lakosa volt. A trianoni békeszerződésig Bars vármegye Oszlányi járásához tartozott.
1924-óta Besztercsény része.

## Nevezetességei
- Fa haranglába, benne sárgaréz haranggal.

## Lásd még
- Besztercsény
- Nyitraszeg

## Külső hivatkozások
- Besztercsény hivatalos oldala
- Községinfó
- Oszlánykisfalud Szlovákia térképén